# Boží muka III (Moravské Budějovice)
Sloupová Boží muka v Moravských Budějovicích v okrese Třebíč se nacházejí na třech místech a jsou chráněnými kulturními památkami.

## Boží muka v zahrádkářské kolonii
Barokní Boží muka z 18. století stojí v zahrádkářské kolonii v ulici Znojemská a jsou chráněnou kulturní památkou.

## Popis
Boží muka jsou zděná omítaná drobná sakrální stavba. Spodní část je hranol na čtvercové základně s rytými rámy. Na něm je válcový sloup dělený jednoduchou římsou ukončený čtvercovou hlavicí, na níž je čtyřboká kaplička s nikami. Na profilované podstřešní římse je posazena sedlová střecha.